# TF-1 (Spanje)
Autopista TF-1 is een Spaanse autosnelweg. De weg verbindt het zuiden van het eiland met de hoofdstad Santa Cruz de Tenerife, via de oostkust van het Canarische eiland Tenerife, en wordt vandaar ook wel de Autopista del Sur de Tenerife genoemd. De weg begint bij Santa Cruz de Tenerife waar hij zich bijvoegt aan de TF-5 en iets eerder aan de TF-4. Hij eindigt bij Santiago del Teide waar de weg overgaat op 2 tweebaanswegen: de TF-82 richting El Tanque en de TF-375 richting Boca Tauce.
Sinds 2015 is het nieuwe deel, van Adeje naar Santiago del Teide, open.
Met een huidige lengte van 103 km loopt de weg door 13 van de 31 gemeenten van het eiland (nl. Santa Cruz de Tenerife, Santa Maria del Mar, El Rosario, Candelaria, Arafo, Fasnia, Güímar, Arico, San Miguel de Abona, Arona, Adeje, Guía de Isora en Santiago del Teide) en is het de grootste snelweg van de Canarische Eilanden. De eerste 87 km lopen over een snelweg en de laatste 16 km (na Tijoco Bajo) over een driebaansautoweg (2 naar Santiago del Teide en 1 naar Guía de Isora) met een stuk vierbaansautoweg in het traject van de Túnel El Bicho.

## Afritten
Dit is een lijst met alle afritten van de TF-1. Let wel: De afritten kregen hun nummer op basis van hun plek (aantal km weg vanaf het begin van de snelweg) en niet op basis van hun volgorde. De nummers zijn dus niet opeenvolgend.
- Knooppunt TF-5 & TF-1
- 2. Winkelcentrum "Mercatenerife" - Industrieterrein "El Mayorazgo" - Costa Sur
- Knooppunt TF-1 & TF-4 (oprit op TF-1 enkel voor richting Santa Cruz - Los Cristianos; afrit op TF-1 enkel voor richting Los Cristianos - Santa Cruz)
- Verzorgingsplaats (enkel voor richting Santa Cruz - Los Cristianos)
- Knooppunt TF-2 & TF-1 + afrit 4. Hoya Fria - Bedrijventerrein - Añaza - Santa Maria del Mar
- 7. Industrieterrein "La Campana - (ITV) El Rosario - El Chorrillo
- 10. Tabaiba
- 11. Las Caletillas - Igueste
- 15. Puntalarga
- 17. Candelaria - Araya
- 20. Industriezone Güímar - El Puertido
- 26. Punta Prieta - La Caleta
- 30. El Tablado - El Escobonal
- 32. Fasnia - Los Roques
- 34. Cambio de Sentido - Verzorgingsplaats
- 35. Las Eras - Icor - Industrieterrein "Las Eras Altas"
- 39. Arico Viejo - El Porís
- 42. Villa de Arico - Abades
- Verzorgingsplaats (voor beide richtingen)
- 46. Tajao - Milieucomplex
- 49. Chimiche - El Rio - Las Maretas
- 51. Industriepark Granadilla (toegang A)
- 52. Industriepark Granadilla (toegang B)
- Verzorgingsplaats (voor beide richtingen)
- 54. Granadilla - Cocarme (enkel voor richting Santa Cruz - Los Cristianos)
- 55. San Isidro - El Médano
- 59. Luchthaven Tenerife Sur (Reina Sofia) - Cambio de Sentido
- 62. San Miguel de Abona - Los Abrigos - Las Galletas
- Verzorgingsplaats
- 66. Parque de la Reina - Cho
- 69. Valle de San Lorenzo - Guaza - Las Galletas - Cambio de Sentido
- Verzorgingsplaats (enkel voor richting Adeje - Santa Cruz)
- 72. Los Cristianos - Arona
- 73. Playa de Las Américas
- 74. San Eugenio - Parque Acuatico (Waterpark) (enkel voor richting Santa Cruz - Adeje)
- 75. San Eugenio (enkel voor richting Adeje - Santa Cruz)
- 76. Costa Adeje - Torviscas - Playa Fañabé
- 78. Costa Adeje - La Caleta - Fañabé
- 79/79A. Adeje
- 79B. Las Nieves - Los Olivos (enkel voor richting Santa Cruz - Adeje)
- 81. Los Menores - Armeñime - Playa Paraíso
- 87. Vera de Erques - Playa San Juan - Los Gigantes

Hier gaat de snelweg over in een driebaansweg. De afritten zijn hier niet meer genummerd.
- Tejina de Isora - Piedra Hincada
- Guía de Isora - Playa San Juan - Alcalá
- Chio - Tamaimo - Los Gigantes - El Teide
- Eindigt aan rotonde in Santiago del Teide

## Belangrijkste plaatsen langs de weg
- Santa Cruz de Tenerife
- Candelería
- Luchthaven Tenerife Zuid
- Playa de las Américas
- Playa de Fañabe
- Adeje
- Guía de Isora
- Santiago del Teide